# Gneu Pompeu Teòfanes
Gneu Pompeu Teòfanes (en llatí Cnaeus Pompeius Theophanes) va ser un historiador i polític grec, un dels amics més íntims de Gneu Pompeu Magne, nadiu de Mitilene a Lesbos.
Va acompanyar al seu amic en diverses campanyes. Pompeu va seguir els seus consells sovint. S'ha suposat que era un llibert de Pompeu degut al nom, però això sembla un error. La seva amistat es va cimentar en temps de la guerra contra Mitridates VI Eupator als voltants de l'any 62 aC i llavors Teòfanes va agafar el nom del seu amic com a patró seu. El mateix any va obtenir per Mitilene l'estatus de ciutat lliure tot i que havia sostingut la causa del rei del Pont i havia entregat a aquest al general Mani Aquil·li.
Va anar a Roma amb Pompeu Magne al final de la guerra. Allí va adoptar a Luci Corneli Balb de Gades. Va seguir sent amic de Pompeu i molts nobles romans el van buscar per influir en el seu amic segons explica Ciceró. L'any 49 aC va acompanyar a Pompeu a Grècia amb el títol de praefectus fabri, i el va tenir com a conseller de guerra, amb gran indignació d'alguns nobles romans. Després de la batalla de Farsàlia va fugir amb Pompeu Magne. Teòfanes li va aconsellar que fugís a Egipte on Pompeu va morir. Teòfanes va anar llavors a Itàlia on va ser perdonat per Juli Cèsar i encara era viu l'any 44 aC. A la seva mort l'illa de Lesbos li va retre honors divins.
Va escriure una història de les campanyes de Pompeu Magne on el presenta en els termes més favorables, inventant fins i tot alguns fets falsos per desacreditar als seus enemics.
El seu fill, Marc Pompeu Teòfanes (Marcus Pompeius Theophanes) va ser enviat a Àsia per August com a procurador i Estrabó diu que era amic de Tiberi, però aquest emperador va matar als seus descendents cap al final del seu regnat (any 33) només perquè el seu ancestre havia estat molt amic de Pompeu Magne i havia rebut honors divins dels habitants de Lesbos.